# Legión Noruega
La Legión Noruega (en noruego: Den Norske Legion, en alemán: Freiwilligen-Legion Norwegen) fue una formación colaboracionista noruega de las Waffen-SS durante la Segunda Guerra Mundial. Se formó en la Noruega ocupada por los alemanes el 29 de junio de 1941, en apoyo de los objetivos de guerra de la Alemania nazi. La unidad fue disuelta en 1943.

## Historia
La unidad se formó a partir de voluntarios a quienes se les aseguró que sería una unidad noruega con oficiales, uniformes e idioma noruegos y que su área de operaciones sería Finlandia. En cambio, la unidad se desplegó en el norte de Rusia, en la Unión Soviética ocupada, en la Zona de Retaguardia del Grupo de Ejércitos Norte. Esto fue hecho por los alemanes para evitar reforzar cualquier reclamo territorial noruego sobre la península de Kola y la región finlandesa de Pechenga, que eran deseadas por el régimen de Quisling. Inicialmente, Quisling esperaba desplegar más de 30.000 legionarios noruegos en Laponia finlandesa, pero esto fue rechazado tanto por los alemanes como por los finlandeses.
Al estar bajo el control de la 2.ª Brigada de Infantería SS, la Legión estuvo estacionada en Krasnoye Selo, cerca de Pushkin, en febrero de 1942. En mayo de 1942, la unidad fue retirada y regresó en junio de 1942. La Legión abandonó la Unión Soviética ocupada en 1943, habiendo sufrido más de 180 bajas en un año. Durante ese período, había sido reforzado por la 1.ª Compañía SS y Policía bajo el mando del jefe de la Allgemeine-SS noruega, Jonas Lie. La Legión se disolvió en marzo de 1943. El personal que quería continuar el servicio de las SS fue transferido a la 11.ª División de Granaderos SS Nordland.

## Comandantes
- Legion-Sturmbannfuhrer Finn Kjelstrup (junio de 1941 - 1 de diciembre de 1941)
- Legion-Sturmbannfuhrer Jørgen Bakke (diciembre de 1941-15 de diciembre de 1941)
- SS-Obersturmbannfuhrer Arthur Qvist (diciembre de 1941 - marzo de 1943)